# Клингер, Пауль
Па́уль Кли́нгер (нем. Paul Klinger, настоящее имя Пауль Карл Генрих Клинкзик, Paul Karl Heinrich Klinksik; 14 июня 1907, Эссен — 14 ноября 1971, Мюнхен) — немецкий актёр.

## Биография
Получивший архитектурное образование Клингер начал актёрскую актёру в театре. Интерес к актёрству в нём пробудил его школьный товарищ Хельмут Койтнер. Клингер получил первую известность, исполняя роли юных героев в Немецком театре в Берлине. Кинокарьера Клингера началась в 1933 году с роли в фильме Du sollst nicht begehren, за которой последовали контракты с крупнейшими киностудиями UFA, Terra Film и Tobis. Клингер продолжил сниматься после войны. 1950-е годы стали пиком в актёрской карьере Клингера, снявшегося в таких фильмах, как «Кнопка и Антон», «Летающий класс» и «Имменхоф». С 1946 года Клингер активно работал над озвучиванием фильмов и участвовал в записи аудиоспектаклей.
В 1936—1945 годах Пауль Клингер был женат на актрисе Хильдегард Вольф, у них есть общий ребёнок. В 1954 году Клингер женился на актрисе Карин Андерсен, в браке с которой родилось двое детей. Сын Михаэль Клинкзик (род. 1958) занимается документальным кино. Пауль Клингер умер от инфаркта и похоронен на Зёккингском кладбище в Штарнберге.

## Фильмография
| - 1933: Du sollst nicht begehren - 1935: Liebesleute - 1936: Männer vor der Ehe - 1936: Fridericus - 1937: Abenteuer in Warschau - 1937: Das schöne Fräulein Schragg - 1937: Zweimal zwei im Himmelbett - 1937: Wie einst im Mai - 1937: Gauner im Frack - 1938: Großalarm - 1938: Narren im Schnee - 1938: Две женщины — Zwei Frauen - 1938: Das Verlegenheitskind - 1938: Verliebtes Abenteuer - 1939: Ich bin gleich wieder da - 1939: Morgen werde ich verhaftet - 1939: Sommer, Sonne, Erika - 1939: Kriminalkommissar Eyck - 1940: Herzensfreud — Herzensleid - 1941: Alarm - 1941: Spähtrupp Hallgarten - 1942: Золотой город — Die goldene Stadt - 1942: Erbin vom Rosenhof - 1943: Wenn die Sonne wieder scheint - 1943: Иммензее — Immensee - 1943: Zirkus Renz - 1944: Das Leben ruft - 1944: Seinerzeit zu meiner Zeit - 1944: Der grüne Salon - 1945: Vier Treppen rechts / Zimmer zu vermieten - 1945: Ich glaube an Dich / Mathilde Möhring - 1947: Брак в тени — Ehe im Schatten - 1948: Morgen ist alles besser - 1949: Begegnung mit Werther - 1949: Man spielt nicht mit der Liebe - 1950: Sensation im Savoy - 1950: Falschmünzer am Werk - 1950: Die Nacht ohne Sünde - 1951: Geheimnis einer Ehe / Talent zum Glück - 1951: Mutter sein dagegen sehr - 1951: Das späte Mädchen - 1952: Am Brunnen vor dem Tore - 1952: Mikosch rückt ein - 1952: Mein Herz darfst du nicht fragen | - 1953: Hochzeit auf Reisen - 1953: Кнопка и Антон — Pünktchen und Anton - 1953: Когда цветёт белая сирень — Wenn der weiße Flieder wieder blüht - 1954: Staatsanwältin Corda - 1954: Летающий класс — Das fliegende Klassenzimmer - 1954: Glückliche Reise - 1954: Rosen-Resli - 1954: Die sieben Kleider der Katrin - 1955: Девушки из Имменхофа — Die Mädels vom Immenhof - 1955: Mein Leopold / Ein Herz bleibt allein - 1955: Unternehmen Schlafsack - 1955: Sohn ohne Heimat - 1955: Suchkind 312 - 195?: Hände und Hebel - 1956: Das Bad auf der Tenne - 1956: Das alte Försterhaus - 1956: Hengst Maestoso Austria - 1956: Свадьба в Имменхофе — Hochzeit auf Immenhof - 1956: Glücksritter - 1957: Отпуск в Имменхофе — Ferien auf Immenhof - 1958: Liebe kann wie Gift sein - 1958: Ist Mama nicht fabelhaft? - 1958: Роммель вызывает Каир — Rommel ruft Kairo - 1958: Sebastian Kneipp — Ein großes Leben - 1961: Inspektor Hornleigh greift ein - 1962: Ich kann nicht länger schweigen - 1963: Tim Frazer - 1963: Die weiße Spinne - 1963: Der Parasit - 1963: Unterm Birnbaum - 1963: Jack und Jenny - 1964: Das Wirtshaus von Dartmoor - 1964: Der Fahrplan - 1964: Freddy, Tiere, Sensationen - 1964: Paul Klinger erzählt abenteuerliche Geschichten - 1965: Das Geheimnis der drei Dschunken - 1966: Familie Hansen - 1966: Conan Doyle und der Fall Fdalji - 1967: Kommissar Brahm - 1969: Tagebuch eines Frauenmörders - 1970: Dreißig Silberlinge - 1971: Kirsch und Kern |